# 双峰乡 (磐安县)
双峰乡，中国浙江省金华市磐安县下辖的一个乡。1949年12月建立，1950年10月，分设天网乡。1956年3月，天网乡并回。1958年9月，为红旗公社双峰管理区。1961年9月，改成双峰公社。1983年，恢复双峰乡。特产白术、东贝、天麻、玄参。

## 行政区划
双峰乡现辖：
大皿一村、大皿二村、大皿三村、大皿四村、东坑村、溪上村、溪下村、西告村和横山村。